# Trino (SQL Abfrageprogramm)
Trino ist ein Open Source verteiltes SQL Abfrageprogramm, das mit dem Ziel entwickelt wurde, große Datenmengen aus einer oder mehreren Datenquellen abzufragen.

## Allgemein
Trino kann Data Lakes, bestehend aus offenen spalten-basierten Datenformaten wie ORC oder Parquet, welche auf verschiedenen Speichertechnologien wie HDFS, AWS S3, Google Cloud Storage oder Azure Blob Storage liegen, verarbeiten. Als Tabellenformate werden Apache Hive, Iceberg, Hudi und Delta unterstützt. Trino unterstützt förderierte Abfragen, welche mehrere Tabellen in verschiedenen Datenquellen wie MySQL, PostgreSQL, Cassandra, Kafka, MongoDB und Elasticsearch in einer einzelnen Abfrage verarbeiten können. Trino ist unter der Apache-Lizenz lizenziert.

## Geschichte
Trino wurde als Presto ursprünglich von Martin Traverso, Dain Sundstrom, David Phillips und Eric Hwang 2012 bei Facebook entworfen und entwickelt, um Datenanalysten interaktive Abfragen auf großen Datenbeständen in Apache Hadoop zu ermöglichen.
Im Januar 2019 spalteten die ursprünglichen Schöpfer von Presto – Martin Traverso, Dain Sundstrom, und David Phillips – Trino von Presto ab. Der Grund hierfür war, dass facebook mehr Einfluss haben wollte und Entwicklern ohne Erfahrung in dem Projekt Zugriff auf den Quellcode gab. Ursprünglich behielten sie den Namen Presto bei und nutzen den Term PrestoSQL um es vom ursprünglichen PrestoDB Projekt abzugrenzen, aber auch weil facebook die Markenrechte für prestoDB an die Linux Foundation übergab, diese beanspruchte und anfing durchzusetzen, wurde der Name geändert. Gleichzeitig wurde die Presto Software Stiftung angekündigt. Die Stiftung ist eine gemeinnützige Organisation, welche sich der Förderung der Open Source Presto Software gewidmet hat.
Im Dezember 2020 wurde PrestoSQL zu Trino umbenannt. Sowohl die Presto Software Stiftung, als auch der Quellcode, Community Kanäle und alle anderen PrestoSQL Bestandteile wurden umbenannt.
Im Januar 2021, mit der Version 351, begann die Migration auf den neuen Namen.